# Oxytropis qitaiensis
Oxytropis qitaiensis är en ärtväxtart som beskrevs av X.Y.Zhu, H.Ohashi och Y.B.Deng. Oxytropis qitaiensis ingår i släktet klovedlar, och familjen ärtväxter. Inga underarter finns listade i Catalogue of Life.